# Улица Кравченко (Москва)
У́лица Кра́вченко (с 1959 года до 9 мая 1960 года — Четвёртая у́лица Строи́телей) — улица в Москве на границе Ломоносовского района Юго-Западного административного округа и района Проспект Вернадского Западного административного округа.

## История
Улица была образована в 1959 году, первое название — Четвёртая у́лица Строи́телей. 9 мая 1960 года улица получила современное название в память о дважды Герое Советского Союза, военном лётчике, участнике боёв на Халхин-Голе (1939) и в Финляндии (1939—1940) Г. П. Кравченко (1912—1943), в годы Великой Отечественной войны командовавшем крупными авиационными соединениями и погибшем в воздушном бою 23 февраля 1943 года.
Квартал к северо-востоку от улицы представляет собой жилую застройку 1950-х годов, территория к юго-западу от улицы, за Удальцовскими прудами, застраивалась в 1960-х годах.
В конце 1970-х годов в рамках подготовки к Олимпиаде-80 на территории между улицей Кравченко, Ленинским проспектом, проспектом Вернадского и Удальцовскими прудами были построены три гостиницы, две из которых после окончания Олимпиады были превращены в общежития МГУ имени М. В. Ломоносова «Дом студента на Кравченко» (ул. Кравченко, д. 7) и «Дом студента на Вернадского» (пр-т Вернадского, д. 37), а гостиница «Спорт» (Ленинский проспект, д. 90/2) оставалась гостиницей до сноса в 2004 году.
В 2005 году на углу с проспектом Вернадского построен жилой комплекс «Наука» из двух высотных домов.
В 2015 году было принято решение благоустроить прилегающую к улице территорию Удальцовских прудов по проводимой в Москве с 2013 года по решению мэра Москвы программе создания народных парков, с созданием мощенных плиткой дорожек, фонарным освещением, установкой лавочек, озеленением и обустройством спортивных площадок. 2018 году на территории у прудов были проведены новые озеленительные работы
В 2018 году жители улицы смогли отстоять популярные у них детскую и спортивную площадки, остановив строительство ЖCК "Учительский дом" у д. 16 17-этажного дома площадью более 12 000 кв. метров.
В 2023 году на территории пустыря у д. 16, корп. 2 на улице было создано пространство для детского  и взрослого досуга: две игровые зоны отдельно для старшего и младшего детского возраста, качели и столы для пинг-понга, обновлена хоккейная коробка.

## Расположение
Улица Кравченко, являясь продолжением улицы Академика Пилюгина, проходит от Ленинского проспекта на северо-запад до проспекта Вернадского. Между проспектом Вернадского, улицей Кравченко, Ленинским проспектом и улицей Удальцова расположены Удальцовские пруды. По улице Кравченко проходит граница Ломоносовского района Юго-Западного административного округа и района Проспект Вернадского Западного административного округа. Нумерация домов начинается от Ленинского проспекта.

## Примечательные здания и сооружения
По нечётной стороне:

Дом студента на Кравченко (вид со стороны проспекта Вернадского)

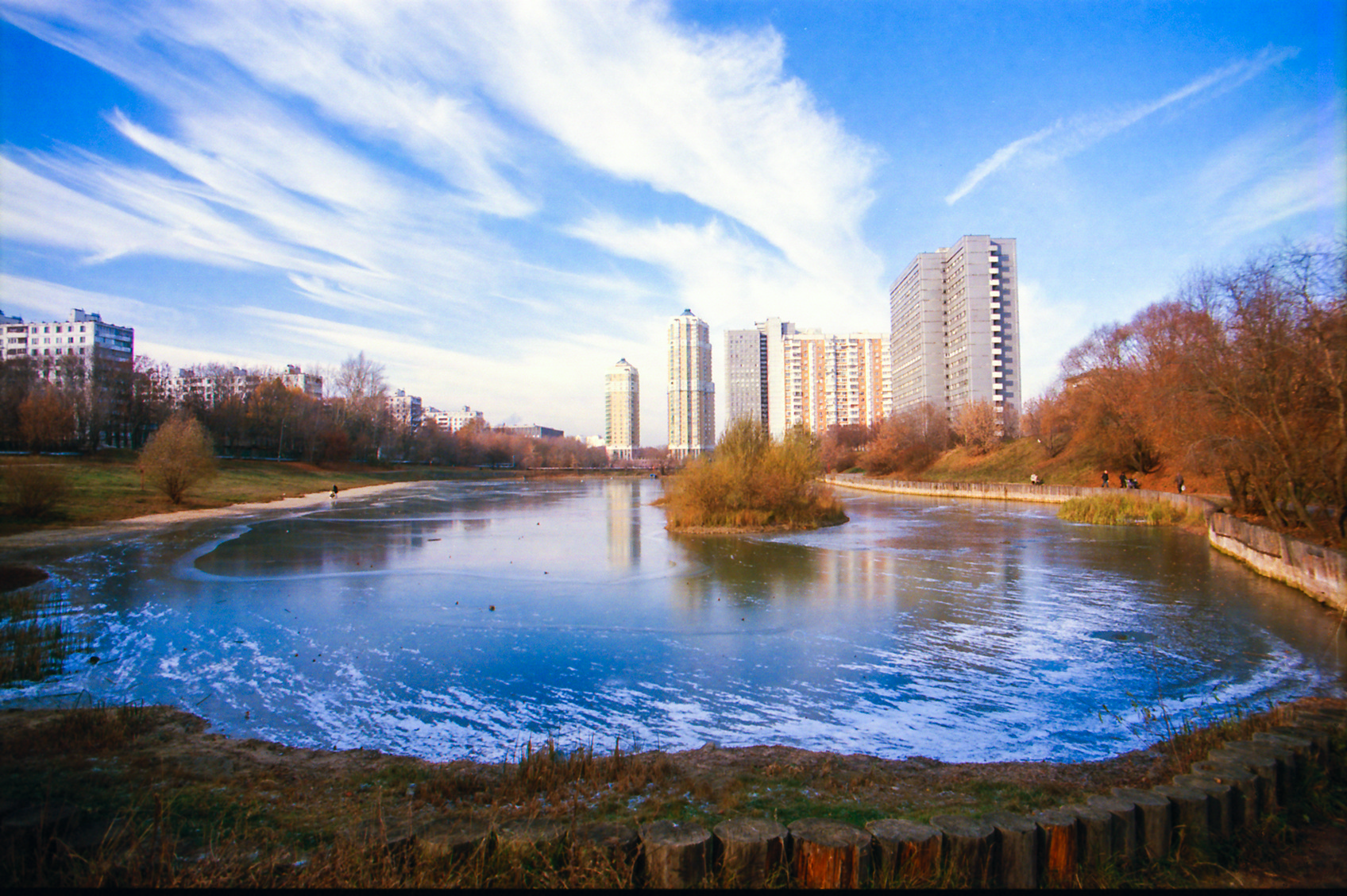
Удальцовские пруды. 2014

- вл. 1 — гостиницы «Спорт» (снесена в 2004 году);
- д. 7 — общежитие МГУ имени М. В. Ломоносова «Дом студента на Кравченко» (ДСК, «Минус»).

По чётной стороне:
- д. 22 — троллейбусная станция «Кравченко».

## Транспорт

### Метро
- Станция метро «Проспект Вернадского» Сокольнической линии и станция метро «Проспект Вернадского» Большой кольцевой линии (соединены переходом) — западнее улицы, на пересечении проспекта Вернадского с улицей Удальцова.
- Станция метро «Новаторская» Большой кольцевой линии и станция метро «Новаторская» Троицкой линии (соединены переходом) — южнее улицы, на пересечении Ленинского проспекта с улицами Новаторов и Удальцова.

### Автобус
- 1: заезд с Ленинского проспекта для разворота.
- м1: конечная и начальная остановки на Ленинском проспекте.
- н11: промежуточные остановки в обе стороны Ленинского проспекта.
- е12: промежуточные остановки в обе стороны Ленинского проспекта.
- м16: промежуточные остановки в обе стороны Ленинского проспекта.
- 113: заезд с Ленинского проспекта для разворота.
- 153: от проспекта Вернадского до Ленинского проспекта.
- 553: промежуточные остановки в обе стороны по Ленинскому проспекту.
- 616: от проспекта Вернадского до Ленинского проспекта и обратно.
- 150: промежуточные остановки в обе стороны по проспекту Вернадского.
- 224: промежуточные остановки в обе стороны по проспекту Вернадского.
- 266: промежуточные остановки в обе стороны по проспекту Вернадского.
- 138: промежуточная остановка у дома 33 по проспекту Вернадского.

## Происшествия
В ночь на 19 декабря 1999 года в студенческом семейном общежитии МГУ «ДСК» (ул. Кравченко, д. 7) произошёл пожар. По предварительным данным, возгорание произошло в к. 208 на втором этаже, которая выгорела полностью. Сгорели две лифтовые кабины, лифтовый холл второго этажа. Всего погибло 11 человек, из них — двое граждан Республики Корея, 5 граждан КНР, гражданка Украины, гражданин Грузии. 7 погибших пытались воспользоваться лифтами и задохнулись в них, 3 — в лифтовом холле. Один человек был найден мёртвым под окном к. 208. 4 человека были госпитализированы с ожогами. Других жертв удалось избежать, эвакуировав из здания 450 человек. К 1:30 ночи пожар был ликвидирован.